# BECCA
BECCA（ベッカ、1989年5月9日 - ）は、オレゴン州ポートランド出身のアメリカの歌手、シンガーソングライター。ロサンゼルス在住。本名レベッカ・エミリー・ホルクラフト（Rebecca Emily Hollcraft）。

## 略歴
2歳の頃から歌を歌い出し、その後、クワイア（聖歌隊/合唱団）等に参加する。10歳の時にガールズ・ロックバンド・THE TUESDAYSの影響を受けてギターを弾き始め、曲作りを開始する。
2003年、高校1年生の頃、友人が合唱団で歌っていた様子を録音して渡したのがきっかけでメレディス・ブルックス（Meredith Brooks）の耳に止まり、14歳にしてLAに移住、彼女の歌声とソングライティング能力を気に入ったメレディスと曲作りを始めた。そのかたわら、ライブ活動も開始し、17歳の時には、ライブでの口コミもあって、デモ曲と彼女原作のコミックを載せた彼女のマイ・スペース・サイトに320万を超えるアクセスが殺到し、全米3位にランクインした。その結果、2007年にソニー・ミュージックと契約、翌2008年、19歳の時に日本でメジャー・デビューを果たす。そして、SUMMER SONIC 2008で、東京と大阪の両方に参加した。
2009年、BENNIE Kの新プロジェクト「BK Project」にボーカリストとして迎え入れられ、BENNIE BECCAとしてシングル「Dreamer」をリリースした。
2010年夏、米国およびカナダ全土でコンサートを開催するヴァンズ・ワープド・ツアーに参加した。

### 2011年〜2015年
ベッカは、2011年に結成されたスターズ・イン・ステレオ（英語: Stars in Stereo）に、ボーカリストのホールクラフトとして加入している。スターズ・イン・ステレオは、ギタリストのジョーダン・マクグラウ、ベーシストのライアン・フロッグス・マクコーマック、ドラマーのドルー・レーガンで構成されている。マクグラウ、マクコーマック、レーガン、ジャスティン・シーゲルのバンドであるCity（Comma）Stateが解散した後に結成された。スターズ・イン・ステレオは2012年からパフォーマンスを行い、The Used、Foxy Shazam、Hoobastank、BlueOctoberなどのバンドをサポートしてツアーを行った。バンドは2012年8月に「TheBroken」のシングルとミュージックビデオをリリースし、その年の後半、彼らは最初のフルアルバムのレコーディングを開始した。バンドは無料でダウンロードできる2つの再解釈されたカバー曲、ナイン・インチ・ネイルズの「クローサー」とエアロ・スミスの「ドリーム・オン」を録音した。セルフタイトルのデビュー作、「スターズ・イン・ステレオ」は、2013年4月9日に、独自のインディーレーベルを通じてリリースされた。2013年、スターズ・イン・ステレオは、FlyleafとDrowning Poolのツアーで共演し、Hard Drive Live5ツアーでBulletfor MyValentineとHalestormのツアーを行った。2013年6月、シーゲルはグループを去った。フロッグスはベースに切り替え、バンドはカルテットとして継続し、2014年6月にセカンドアルバムLeave YourMarkをリリースした。スターズ・イン・ステレオは2015年6月に解散した。

### 2015年以降
ベッカの現在の音楽活動には、ファンタジーフォーク/ロックバンドBlackhaven、テクノプロジェクトWholecraft、および商業メタルバンドContracultCollectiveが含まれる。

## ディスコグラフィ

### シングル
1. I'm ALIVE!（2008年10月22日発売） - テレビアニメ『黒執事』エンディングテーマ、教養バラエティ『ビーバップ!ハイヒール』オープニングテーマ
2. SHIBUYA（2009年8月26日発売） - VOCALOID『初音ミク』や『橘ケント』とコラボレーション
3. Dreamer（2009年11月4日発売） - BENNIE BECCA名義

### スタジオ・アルバム
1. ALIVE!!（2009年1月21日発売）
2. TOKYO-O-ING（2009年11月4日発売） - 2ndアルバム
3. BENNIE BECCA（2010年4月7日発売） - BENNIE BECCA名義

### EP
1. Perfect Me〜完璧な私〜（2008年6月4日発売） - NHK-BS2テレビドラマ『ダメージ』エンディングテーマ収録
2. TURN TO STONE（2008年8月6日発売） - テレビアニメ『ウルトラヴァイオレット：コード044』オープニング・エンディングテーマ収録
3. Kickin' & Screamin' （2010年）

### ベスト・アルバム
1. BEST（2011年3月2日発売）

### コンピレーション・アルバム
1. We Love Cyndi -Tribute to Cyndi Lauper-（2008年7月23日発売）

### Stars in Stereoでの活動
1. Stars in Stereo （2013年）
2. Leave Your Mark （2014年）

### Wholecraft名義
1. Last Survivor（2016年）
2. Vanishing（2018年）
3. Dig Deep（2019年）
4. Ouroboros（2020年）